# Joshua Wicks
Joshua Wicks (Landstuhl, Alemania, 1 de noviembre de 1983) es un futbolista alemán nacionalizado estadounidense. Juega de arquero y su equipo actual es el IK Sirius de la Allsvenskan.

## Clubes
| Club          | País           | Año           | PJ | Goles |
| ------------- | -------------- | ------------- | -- | ----- |
| D. C. United  | Estados Unidos | 2009-2010     | 19 | 0     |
| IFK Mariehamn | Finlandia      | 2011          | 26 | 0     |
| Þór Akureyri  | Islandia       | 2012-2013     | 22 | 0     |
| AFC United    | Suecia         | 2014-2016     | 71 | 0     |
| IK Sirius     | Suecia         | 2017-presente | 16 | 0     |